# Peter Surava
Peter Surava (* 25. April 1912 in Zürich; † 23. November 1995 in Oberrieden), geboren als Hans Werner Hirsch, war ein Schweizer Journalist. Er hat auch unter verschiedenen Pseudonymen publiziert. Einer breiteren Öffentlichkeit wurde er erst 1995 nach dem Film Er nannte sich Surava von Erich Schmid bekannt, der auf seinem gleichnamigen 1991 erschienenen Buch basiert.

## Leben
Nach einer kaufmännischen Lehre und diversen Beschäftigungen wurde Peter Surava Ende der 1930er-Jahre Journalist bei der Zeitung Die Nation in Bern. Zwischen 1940 und 1944 war er Chefredaktor dieses Blattes, das wie kein anderes während des Zweiten Weltkriegs die Politik des Bundesrates kritisch begleitete. Seine Tätigkeit zeichnete sich durch einen erbitterten Kampf gegen die Pressezensur aus, die er als grosse Gefahr für das freiheitliche Wort und die Demokratie erkannte. Die Nation berichtete unverblümt von den Zuständen in Deutschland, insbesondere von der Verfolgung und Ausrottung der Juden, und kritisierte die Flüchtlingspolitik der Schweiz. Gemeinsam mit Charles Ferdinand Vaucher und Max Sulzbachner gab er die literarisch-satirische Zeitung Der grüne Heinrich heraus. Er hatte regen Kontakt zu der antifaschistischen Gruppe 33, von denen manche Mitglieder auch für die Zeitschrift arbeiteten.
Seine im Jahre 1941 amtlich erfolgte Namensänderung in Hirsch-Surava wurde später, auf Druck seiner früheren politischen Gegner, von der Gemeinde Surava bekämpft, und das Bundesgericht untersagte ihm die Weiterführung des Namens. Gleichzeitig verlor er seine Existenzgrundlage als Journalist und – in der Folge – seine soziale und psychische Identität. Als Ernst Steiger, James Walker oder Thomas Quinton publizierte er seit den 1950er-Jahren eigene, fremde und von ihm übersetzte Werke im Themenkreis von Lebensreform und Positivem Denken im Oesch-Verlag sowie als Chefredaktor der Zeitschrift Bewusster leben.
Nachdem er im Zuge der sogenannten Fichenaffäre seine Staatsschutz-Unterlagen erhalten hatte, publizierte der 79-jährige Autor – nun unter dem Namen Peter Hirsch – sein autobiographisches Buch Er nannte sich Peter Surava. Erich Schmid verfilmte seine Biographie im Jahr 1995. Der Film Er nannte sich Surava erregte beachtliches Aufsehen und trug Massgebliches bei zur Diskussion über die Rolle der Schweiz im Zweiten Weltkrieg. An der Uraufführung des Films an den 30. Solothurner Filmtagen rehabilitierte ihn Bundesrätin Ruth Dreifuss mit einer Rede, und Bundesrat Flavio Cotti empfahl den Film als Unterrichtsmaterial für die Schulen.

## Auszeichnungen
- 1995 wurde Peter Hirsch-Surava zum Ehrenbürger der Gemeinde Surava ernannt.
- 1995 erhielt er den Fischhof-Preis, der vergeben wird von der «Stiftung gegen Rassismus und Antisemitismus» (GRA) und der «Gesellschaft Minderheiten in der Schweiz (GMS)» in Anerkennung seines Mutes, seiner aufrechten Haltung und seiner Opferbereitschaft in einer schwierigen Zeit.[2]

## Werke

### Als Peter Surava
- Tagebuch eines Skilehrers. Oprecht, Zürich 1940
- Lukrezia. Heitere und besinnliche Geschichten. AZ-Presse, Aarau 1942
- Arrest in Sitten. AZ-Presse, Aarau 1943
- Walter Krebs – Mensch und Maler. Benteli, Bern 1943
- Eine tapfere Frau. Mit Fotos von Paul Senn. Die Nation (aus der Reihe Die unbekannte Schweiz), Bern 1944

### Als Ernst Steiger
- Juli 40. Zeitstück, 1941
- Das Glück der besten Jahre. Die Kunst, bewusst, gesund und glücklich älter zu werden. Verlag Volksgesundheit, Zürich 1974
- Auf dem Wege zu sich selbst. 52 Wochenmeditationen. Verlag Volksgesundheit, Zürich 1976; Kugler, Oberwil 1986
- Das Vaterunser. Eine Meditation in Emailbildern von Silvia Magnin. Leben Verlag, Vaduz 1976
- Lesebuch für Tierfreunde. Verlag Volksgesundheit, Zürich 1977
- Xenos auf Rhodos. Leben Verlag, Vaduz 1978
- Schicksal und Lebensstufen im Licht der späten Jahre. Kugler, Oberwil 1985
- Was tun bei Psychosozialem Stress, Herzkrankheiten, Bluthochdruck… Der praktische Ratgeber für jedermann. Ursachen, Symptome und natürliche Behandlungsmöglichkeiten (mit Heinz Joho). Verlag Volksgesundheit, Zürich 1990

### Als James Walker
- Mensch und Geld. Wie man seine Geldprobleme meistert. Oesch, Thalwil 1954
- Persönlichkeit und Karriere. Wegweiser zur erfolgreichen persönlichen und beruflichen Entwicklung. Oesch, Thalwil 1955

### Autobiographie
- Peter Hirsch: Er nannte sich Peter Surava. Rothenhäusler, Stäfa 1991

### Herausgeberschaft
- Hans Mühlestein: v. Steiger gegen Stalin! Verteidigungsschrift gegen das Verbot seiner Ausgabe der Reden, Ansprachen und Tagesbefehle von Stalin samt Stalin-Biographie (hg. v. Peter Surava). Literaturvertrieb der PdA, Zürich 1945
- Die Bibel meistert Dein Leben. Biblische Lebensweisheiten, gesammelt, zusammengestellt und eingeleitet von Thomas Quinton. Oesch, Thalwil 1959

## Film
- Er nannte sich Surava, Dokumentarfilm von Erich Schmid, Ariadnefilm GmbH, Zumikon 1995, Co-Produktion Schweizer Fernsehen; 35 mm, DVD- und VOD-Edition.[3]